# Cramérska huset
Cramérska huset är ett stenhus som ligger i kvarteret Novisen i hörnet av Sankt Lars gränd och Nunnegränd i Visby innerstad. Huset är Sveriges äldsta bebodda hus.

## Historik
Namnet kommer från Karl Cramér, rektor på Visby högre elementarläroverk under 1800-talet och gift med Dorotea Engeström. Tidigare namn var det Butendorffska och det Andréeska huset. Det senare efter systrarna Fredrika och Elfrida Andrée som växte upp i det gamla kalkstenhuset.

## Byggnaden
Arkeologiska undersökningar har visat att huset byggdes redan runt 1230 och fick en tillbyggnad på 1240-talet. Det nuvarande halvvalmade taket lades 1710 och de smårutiga fönstren är från tiden runt 1790. Interiören är välbevarad och präglas av rokoko med målade väggfält och flera eldstäder och kakelugnar från 1700-talet samt en ugn från 1600-talet. Det finns även fragment av en pottkakelugn från medeltiden.
"Huset med sin ålderdomliga karaktär med bevarat medeltida murverk från 1200-talet i hela sin höjd är en exponent för ett karolinskt borgarhus i sten och betingar ett betydande arkitektoniskt, kulturhistoriskt och miljöskapande värde".

## Byggnadsminne
Kulturmiljöenheten vid Länsstyrelsen Gotland beslutade den 21 juni 1995 att byggnadsminnesförklara fastigheten Visby Novisen 5 som anses vara "ovanligt välbevarad" i denna bebyggelsemiljö. Mellan februari och november 1994 genomfördes ett restaureringsprogram som också blev grunden för ett vårdprogram för fastigheten.

## Bilder

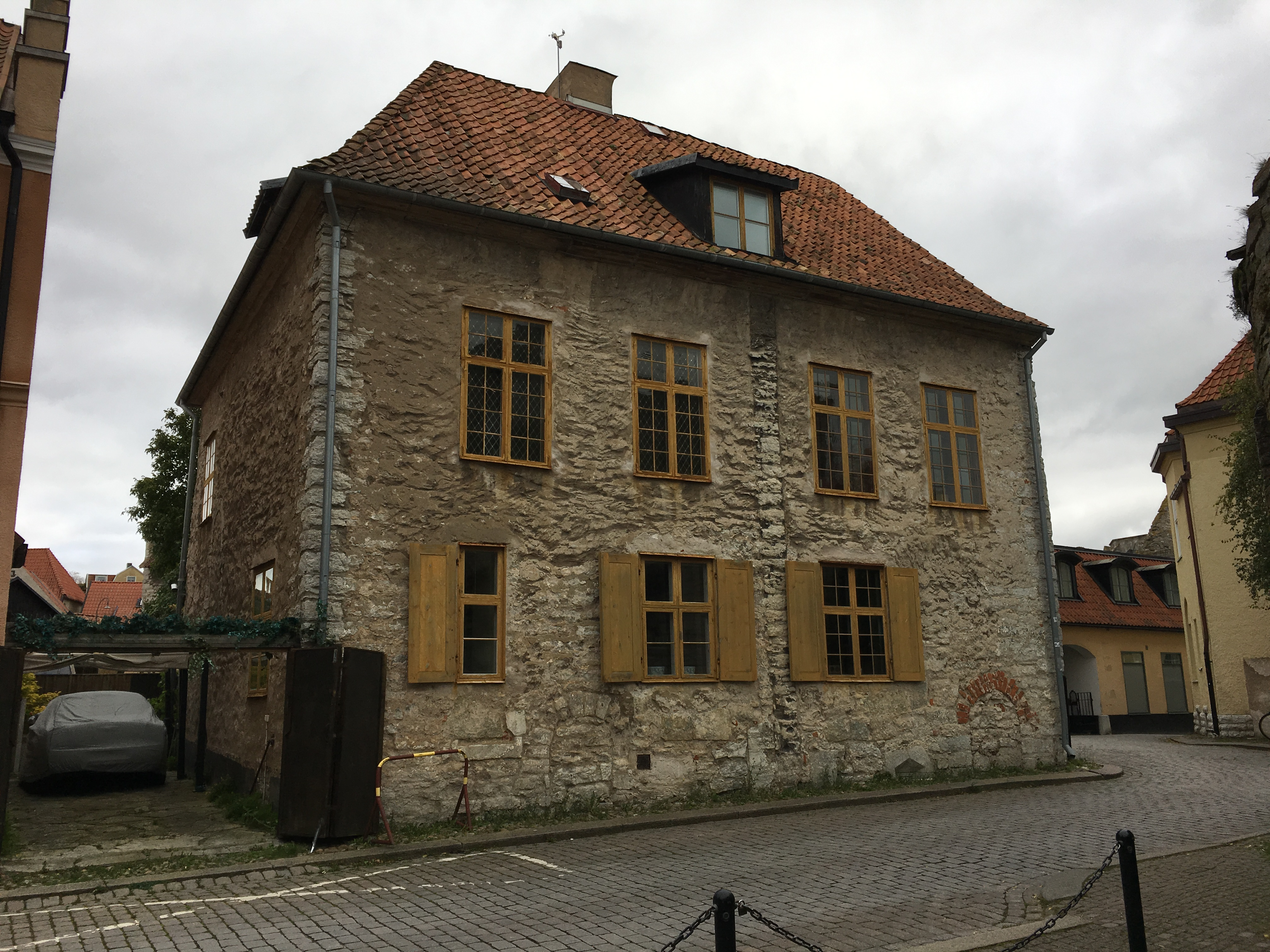
Fasad mot väster.
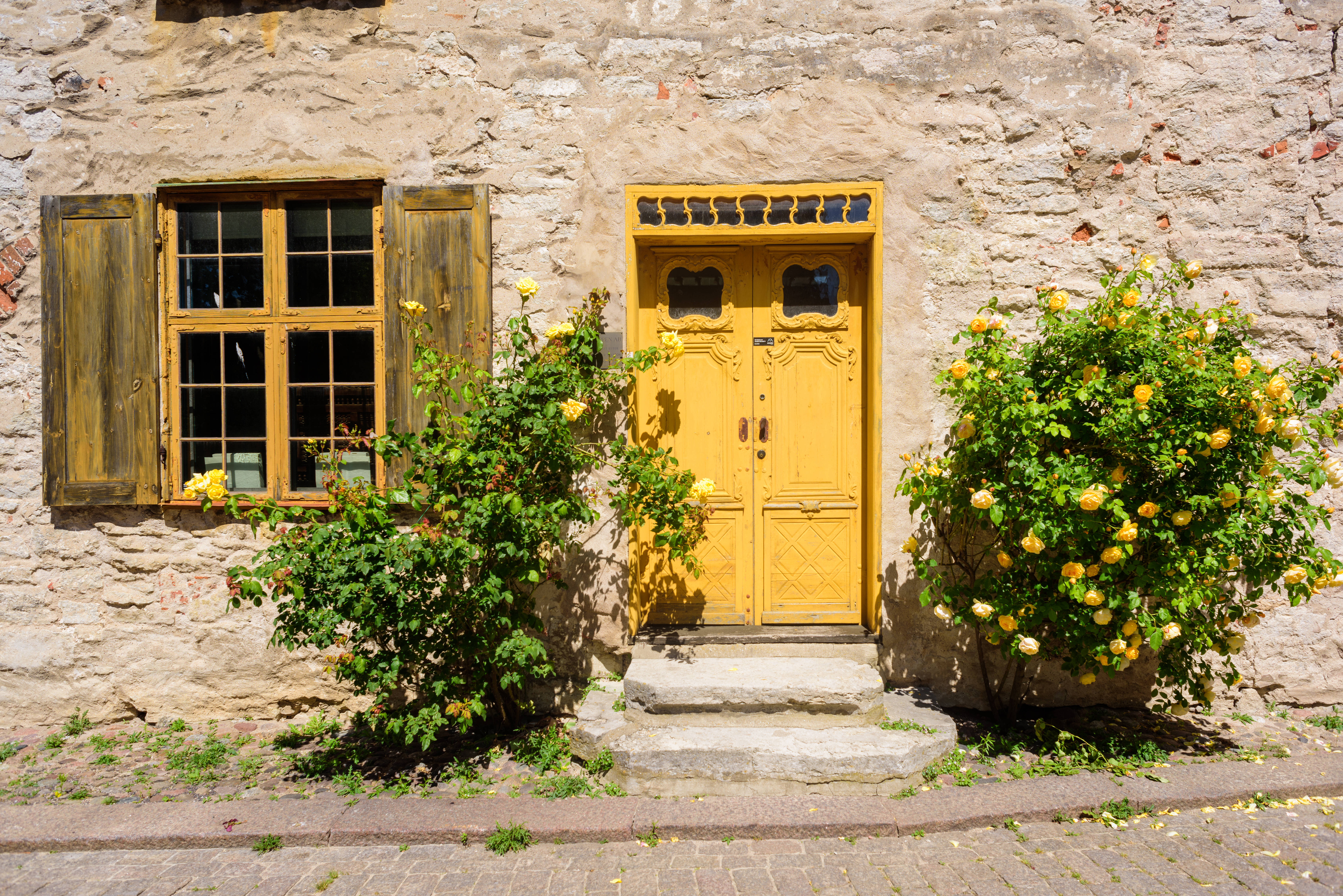
Entré på fasaden mot söder.
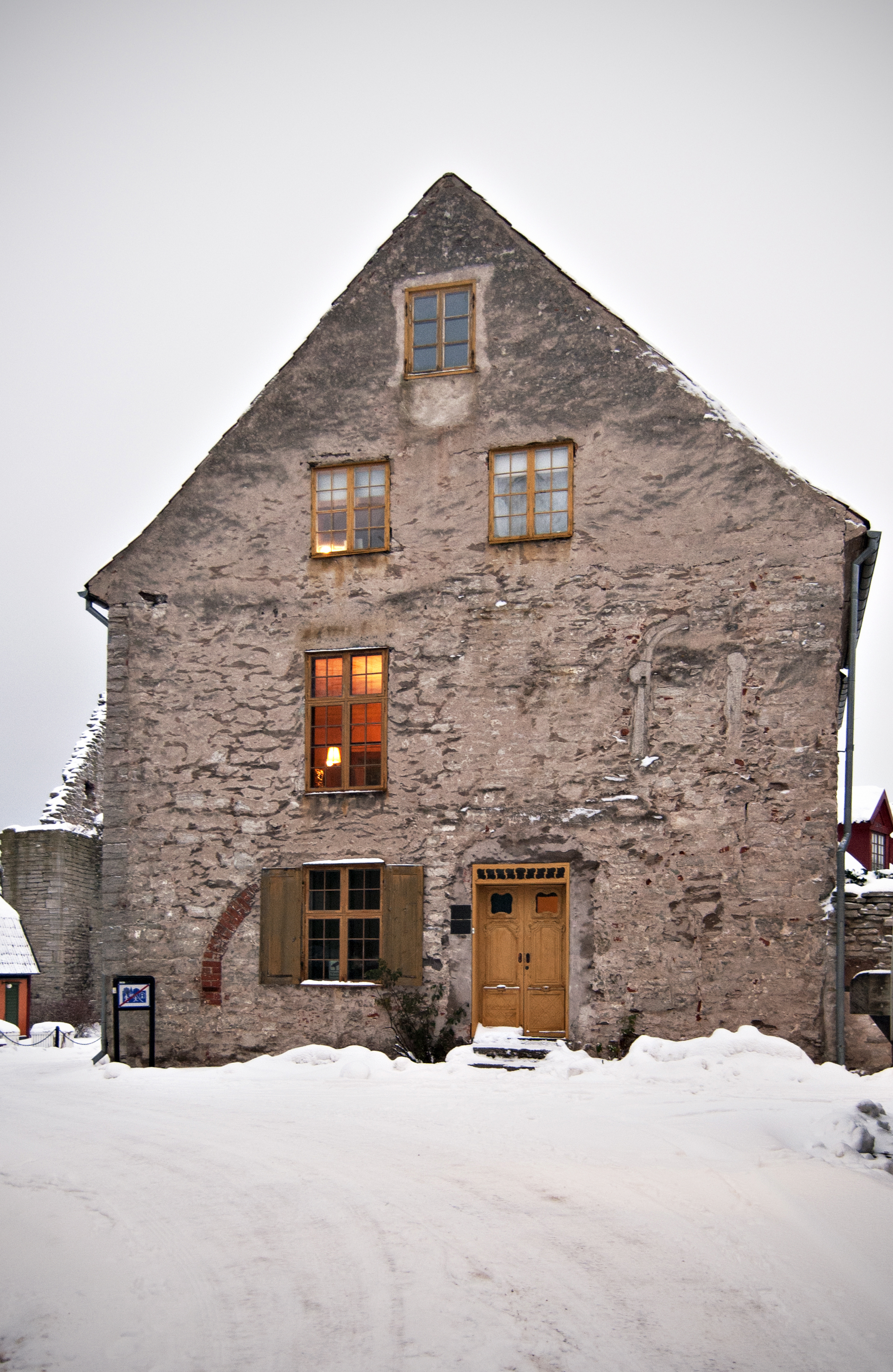
Huset på vintern.